# Polylepis neglecta
Polylepis neglecta  es una especie botánica de planta con flor en la familia de las Rosaceae. 
Es endémica de Bolivia  donde se encuentra principalmente en la zona de Chuquisaca y Cochabamba.  La especie se encuentra en las zonas más húmedas del bosque de Podocarpus-Alnus. Rara vez constituye el elemento dominante.. Está amenazada por pérdida de hábitat. 

## Taxonomía
Polylepis neglecta fue descrita por Michael Kessler y publicado en Candollea 50(1): 140, en el año 1995.